# 拉尔夫·劳伦
拉爾夫·勞倫, KBE（英語：Ralph Lauren，1939年10月14日—），美國時裝設計師與企業經營者；最為人所知的就是他的Polo Ralph Lauren服裝品牌。

## 早年生活
拉爾夫·勞倫出生在美國紐約市布朗克斯區，他的父母是白俄羅斯的猶太人移民。他的本名為拉爾夫·魯本·利夫席茲（Ralph Lifshitz）。由費朵（卡勒）與畫家法蘭克·利夫席茲所生。從小就會在課後工作賺錢買衣服。
拉爾夫·利夫席茲於MTA（現稱瑪莎·史坦·塔木德學院）畢業後，就讀於薩蘭特學院猶太日校（Salanter Jewish Day School），最後於1957年畢業於德威·柯林頓中學。於MTA就讀時，拉爾夫就因為其與同學的領帶買賣關係而為人所知。在柯林頓年鑑中他在自己的照片底下寫出自己想要成為百萬富翁。16歲時，拉爾夫的弟弟傑瑞改了他們的姓，由利夫席茲改為勞倫（儘管拉爾夫的哥哥萊尼保留了利夫席茲這個姓）。在夏天時，拉爾夫·利夫席茲參加了羅斯福夏令營（蒙蒂塞洛）。
他前往紐約市立大學柏魯克分校商業暨市政管理學院（現稱柏魯克分校），學習商業，但他於兩年後放棄。1962年至1964年間他曾在美國陸軍服役。1968年退伍後，他娶了莉琪·洛-比爾為妻。他沒有就讀設計學校，反而在Brooks Brothers公司擔任推銷員。1967年，獲得諾曼·希爾頓金援，勞倫開了家領帶店，販售自己設計的領帶，名為「Polo」。而後從希爾頓那裡購得商標名稱。

## Polo Ralph Lauren
1970年，拉爾夫·勞倫獲得了科蒂獎，表揚他的男士設計。在同一時期，他發表了以典型男士服裝為出發點設計的女士服裝。1972年，拉爾夫·勞倫以「Polo」為商標，發表了Polo著名的網格短袖襯衫。共24款顏色，也很快就成為經典款。在他與電影《大亨小傳》簽約提供品牌服飾後，其品牌開始大獲肯定。
1984年，他改建了攝影師愛德加·德·愛維亞與勞勃·丹寧的故居萊茵蘭德公寓，成為Polo Ralph Lauren的旗艦店。這一年，德·愛維亞為《花園與宅邸》雜誌拍攝了以勞倫於牙買加的圓山宅邸為主封面故事，其中該宅邸曾為貝比與比爾·佩利所擁有。1997年6月11日，Polo Ralph Lauren公司成為一家上市公司，股票在紐約證券交易所的上市代碼為RL。
截至2007年，全美已擁有35家拉爾夫·勞倫專賣店。其中有23家標有Ralph Lauren Purple Label，包含亞特蘭大、比佛利山莊、波士頓、夏洛特、威斯康辛大道、芝加哥、科斯塔·梅薩、達拉斯、丹佛、檀香山、休士頓、拉斯維加斯、曼哈塞特、紐約、棕梠灘、帕洛·阿爾托、費城、鳳凰城、聖地牙哥、舊金山、短丘及特洛伊。

## 手術
1987年初，他被診斷患有良性腦瘤。1987年4月，他接受了手術，切除腫瘤，並已完全康復。

## 家庭
拉爾夫與妻子芮琪育有兩子一女：安德魯·勞倫（1969年生於紐約）、大衛·勞倫（1971年生）與狄蘭·勞倫（1974年生）。大衛為Polo Ralph Lauren高級管理人員，狄蘭經營高檔糖果店「狄蘭的糖果吧」，位於60大街與曼哈頓第三大道。

## 汽車收藏
拉爾夫·勞倫也是著名的經典汽車收藏家。他擁有一輛法拉利250GTO、一輛麥拉崙 F1 GTR LM，最近還有等。他的車多次在科特迪瓦優雅圓石灘競賽獲獎。他的車最近在波士頓美術館進行展覽。

## 淨值
截至2009年，富比士估計他的財產約28億美元，這使拉爾夫·勞倫躋身世界排名第224位富有的人。

## 成立公司
- 拉爾夫·勞倫癌症護理及預防中心

## 荣誉

### 外国勋章奖章
- 大英帝国爵级司令勋章（英国，2017年[8]）

## 外部連結
- Ralph Lauren Web Site （页面存档备份，存于）
- vêtement ralph lauren
- Ralph Lauren Home （页面存档备份，存于）
- Bio of Ralph Lauren
- Ralph Lauren's biography （页面存档备份，存于）
- Who's Who of Fashion Designer bio （页面存档备份，存于）
- polo ralph lauren big pony （页面存档备份，存于）
- Ralph Lauren在互联网电影资料库（IMDb）上的資料（英文）
- Men's Vogue profile of Ralph Lauren
- polo outlet online （页面存档备份，存于）

1. ↑  . CNBC. September 29, 2015  [May 4, 2018]. （原始内容存档于2021-03-08）.
2. ↑  Fury, Alexander. . The Independent. September 30, 2015  [May 4, 2018]. （原始内容存档于2020-03-31）.
3. ↑  Saner, Emine. . The Guardian. October 2, 2015  [May 4, 2018]. （原始内容存档于2020-12-13）.
4. ↑  . CNN. March 21, 2003  [May 4, 2018]. （原始内容存档于2021-02-25）.
5. ↑  Croffey, Amy. . The Sydney Morning Herald. September 26, 2016  [May 4, 2018]. （原始内容存档于2021-03-11）.
6. ↑  Luecke, Andrew D. . Esquire magazine. October 14, 2014  [May 4, 2018]. （原始内容存档于2021-03-08）.
7. ↑  Green, David B. . Haaretz - Israel News. October 14, 2015  [May 4, 2018]. （原始内容存档于2021-03-08）.
8. ↑  （英文） (PDF). Gov.uk.   [2023-06-05]. （原始内容存档 (PDF)于2023-04-08）.